# Савенки (Сумський район)
Савенки́ —  село в Україні, у Лебединській міській громаді Сумського району Сумської області. Населення становить 10 осіб. До 2020 орган місцевого самоврядування — Гарбузівська сільська рада.

## Географія
Село Савенки знаходиться біля витоків річки Ревки, нижче за течією на відстані 0,5 км розташоване село Ситники. За 0,5 км розташоване село Гарбузівка. На річці невелика загата. Село оточене лісовим масивом (дуб). Поруч проходить залізниця, станція Гарбузівка за 2 км.

## Історія
12 червня 2020 року, відповідно до Розпорядження Кабінету Міністрів України № 723-р «Про визначення адміністративних центрів та затвердження територій територіальних громад Сумської області» увійшло до складу Лебединської міської громади.
19 липня 2020 року, після ліквідації Лебединського району, село увійшло до Сумського району.